# Latiblattella chichimeca
Latiblattella chichimeca är en kackerlacksart som först beskrevs av Henri Saussure och Leo Zehntner 1893.  Latiblattella chichimeca ingår i släktet Latiblattella och familjen småkackerlackor. Inga underarter finns listade i Catalogue of Life.